# لويس باركر
لويس باركر (Lewis Renard Baker) (مواليد 25 أبريل 1995)، هو لاعب كرة قدم كان يلعب كلاعب وسط.

## وصلات خارجية
لويس باركر على موقع الاتحاد الأوربي (الإنجليزية)
- لويس باركر على موقع قاعدة بيانات كرة القدم.إي يو (الإنجليزية)
- لويس باركر على موقع ليكيب (الفرنسية)
- لويس باركر على موقع Soccerbase.com (لاعب) (الإنجليزية)
- لويس باركر على موقع Soccerway.com (الإنجليزية)
- لويس باركر على موقع عالم كرة القدم.نت (الإنجليزية)
- لويس باركر على موقع AS.com (الإسبانية)